# Охабица (Караш-Северин)
Охабица (рум. Ohabița) насеље је у Румунији у округу Караш-Северин у општини Палтиниш. Oпштина се налази на надморској висини од 297 m.

## Прошлост
У месту је православна парохија која припада Карансебешкој протопрезвирату. Ту је 1824. године парох поп Симеон Јаношевић.

## Становништво
Према подацима из 2002. године у насељу је живело 121 становника, од којих су сви румунске националности.